# Florentin Pogba
Florentin Peilé Pogba (* 19. August 1990 in Conakry) ist ein guineischer Fußballspieler. Er steht seit 2022 beim indischen Club Mohun Bagan AC unter Vertrag und spielt für die guineische Nationalmannschaft.

## Leben
Pogba kam 1990 in Conakry, der Hauptstadt Guineas, zur Welt. Er floh zusammen mit der Familie nach Roissy-en-Brie, Frankreich. Seine Brüder Mathias und Paul sind auch Fußballspieler. Während er und Mathias für die guineische Fußballnationalmannschaft spielen, spielt Paul für die französische Fußballnationalmannschaft.

## Karriere

### Verein
Im Jahr 2007 wurde der spanische Verein Celta Vigo auf den damals 17-jährigen Jugendspieler aufmerksam. Er machte jedoch kein Pflichtspiel für die Profis. So wechselte er nach zwei Jahren nach Frankreich zum CS Sedan. Im März 2010 unterschrieb er dort seinen ersten Profi-Vertrag. Am 20. November 2010 bestritt er im französischen Pokal der Coupe de France gegen den Amateur-Verein FC Steinseltz sein erstes Pflichtspiel. Einige Monate später am 5. Februar 2011 machte er sein erstes Spiel in der Ligue 1. Am 20. September 2011 machte er in der Ligapartie gegen Troyes AC durch einen Kopfball nach einem Eckstoss sein erstes Profi-Tor für den Verein.
Im Sommer 2012 wechselte er für 500.000 Euro zum AS Saint-Étienne. Er wurde für den Rest der Spielzeit 2012/13 an den CS Sedan ausgeliehen. Nach seiner Rückkehr nach Sedan 2013 kämpfte Pogba zunächst um einen Stammplatz. Am 3. Dezember schoss er in der Partie gegen HSC Montpellier sein erstes Tor für den Verein.  Zu diesem Zeitpunkt hatte er gute Aussichten, zum Stammspieler in der Innenverteidigung zu werden. Jedoch stoppte ihn  eine schwere Verletzung, als er mit der Nationalmannschaft unterwegs war. Es wurde zunächst befürchtet, dass er den Rest der Saison verpassen würde, jedoch gab er am 36. Spieltag gegen den OGC Nizza sein Comeback.
Zur Rückrunde der Saison 2017/18 verpflichtete ihn der türkische Erstligist Gençlerbirliği Ankara. Bei den stark abstiegsbedrohten Hauptstädtern fiel Pogba durch eine sehr exzentrische Art negativ auf. So wollte er während der für den Abstiegskampf entscheidenden Partie gegen Antalyaspor eigenständig das Spielfeld verlassen. Infolge dieser Aktion zog er den Unmut eines Großteils seiner Mitspieler auf sich. Nachdem der Verein den Klassenerhalt verfehlt hatte, wurde Pogbas noch ein Jahr gültiger Vertrag in gegenseitigem Einvernehmen vorzeitig aufgelöst.
Zur Saison 2019 wechselte Pogba in die Major League Soccer zu Atlanta United. Dort kam er zu 16 MLS-Einsätzen (10-mal von Beginn) und zu 4 Einsätzen im Farmteam Atlanta United 2 in der USL Championship. Nach der Spielzeit verließ er das Franchise.
Zu Beginn der Saison 2020/21 unterschrieb er einen Vertrag beim FC Sochaux. 2022 ging er nach Kalkutta zum Mohun Bagan AC.

### Nationalmannschaft
Der damalige Nationaltrainer Michel Dussuyer berief Pogba in den guineischen Nationalkader für ein Freundschaftsspiel gegen die malische Nationalmannschaft. In der zweiten Hälfte der Partie kam er zu seinem ersten Länderspiel. 2011 kam er im Turnier von Toulon für die U-20-Nationalmannschaft Frankreichs zum Einsatz, das die Mannschaft im Finale nach Elfmeterschießen mit 4:2 verlor. Dies wurde genehmigt, da er zu dem Zeitpunkt noch kein Pflichtspiel für die guineische Nationalmannschaft bestritten hatte. Am 24. März 2013 gab er bekannt, dass er von nun an für die guineische Nationalmannschaft auflaufen werde. Sein erstes Pflichtspiel machte er bei einem Qualifikationsspiel zur Fußball-Weltmeisterschaft 2014 gegen die mosambikanische Nationalmannschaft.

## Erfolge
Atlanta United
- U.S.-Open-Cup-Sieger: 2019
- Campeones-Cup-Sieger: 2019